# Jason Bittner
Jason Bittner (ur. 11 stycznia 1970 w Niskayuna w stanie Nowy Jork) – amerykański perkusista. Jason Bittner znany jest przede wszystkim z wieloletnich występów w zespole Shadows Fall, którego jest członkiem od 2002 roku. Wraz z grupą uzyskał m.in. dwukrotnie nominację do nagrody amerykańskiego przemysłu fonograficznego Grammy. W 2011 i 2012 roku jako muzyk koncertowy występował z zespołem Anthrax. W latach 2013–2014 był członkiem formacji Toxik. Natomiast od 2014 roku występuje w grupie Flotsam and Jetsam. W roku 2017 dołączył do formacji Overkill, zastępując Rona Lipnickiego. Muzyk współpracował ponadto z takimi wykonawcami jak: Stigmata, Crisis, Everdark, Burning Human, Marty Friedman i Hellspeak.
W 2004 i 2005 roku został wyróżniony tytułem najlepszego perkusisty w plebiscycie magazynu branżowego Modern Drummer. Jego styl gry na perkusji charakteryzują m.in. odwołania do jazzu i muzyki latynoskiej. Jest endorserem instrumentów firm Pearl, Remo i Zildjian.